# Backnanger Stadthaus

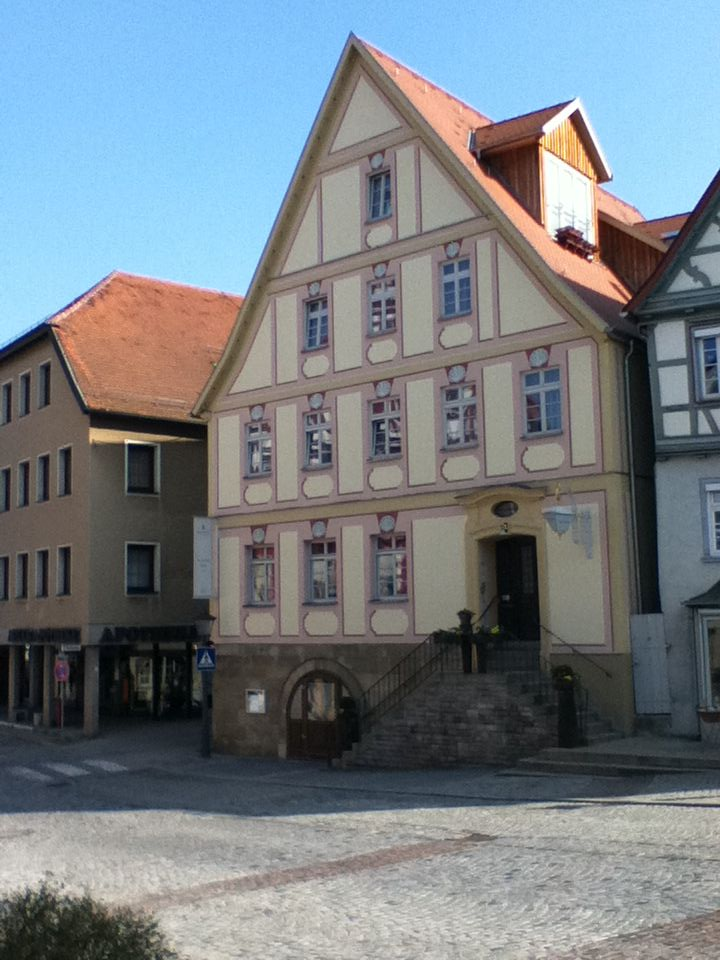
Das Backnanger Stadthaus

Das Backnanger Stadthaus ist ein unter Denkmalschutz stehendes Gebäude, das 1625 von Heinrich Schickhardt erbaut wurde. Es befindet sich an der Marktstraße 31 in Backnang.

## Geschichte
Schickhardt errichtete das Stadthaus 1625 im Auftrag des württembergischen Vogts Jacob Bestlein, der es als Amtssitz nutzte. 1693 wurde das Gebäude bei dem durch französische Truppen gelegten Stadtbrand während des Pfälzischen Erbfolgekriegs zerstört und um die Jahre 1698 und 1699 wieder aufgebaut. 1750 folgte ein weiterer Umbau und 1785 erhielt das Backnanger Stadthaus ein Halbwalmdach. Später wurde dem Gebäude ein Fachwerkhaus angebaut.
Von 1878 bis 1921 war das Stadthaus das Dienstgebäude der Reichspost. 1927 erwarb die Stadt das Gebäude und nutzte es als Nebenstelle des Rathauses und bis 2006 für das Amt für Familie, Jugend und Soziales.
2008 kaufte der Fußballprofi Mario Gómez das Haus; sein Cousin betrieb es bis 2022 als Hotel Alte Vogtei.